# A Wamsler SE Salgótarján szereplése (2008/09)
A Wamsler SE Salgótarján a 2008/09-es évadot az NBI/B-ben kezdte el.

## Mérkőzések
Vastag betűvel a győztes csapat neve van kiemelve.
- ALAPSZAKASZ

| Forduló | Dátum      | Hazai                      | Vendég                     |     |     |
| ------- | ---------- | -------------------------- | -------------------------- | --- | --- |
| 1       | 2008.09.13 | WAMSLER SE SALGÓTARJÁN     | JÁSZBERÉNY KSE             | 102 | 70  |
| 2       | 2008.09.21 | SZTE SZEDEÁK/II            | WAMSLER SE SALGÓTARJÁN     | 84  | 86  |
| 3       | 2008.09.27 | WAMSLER SE SALGÓTARJÁN     | TISZAÚJVÁROSI PHOENIX KC   | 106 | 69  |
| 4       | 2008.10.12 | BAJAI BÁCSKA FKK           | WAMSLER SE SALGÓTARJÁN     | 79  | 85  |
| 5       | 2008.10.17 | WAMSLER SE SALGÓTARJÁN     | MAFC ÚJBUDA TC             | 98  | 69  |
| 6       | 2008.10.25 | ÓBUDAI KASZÁSOK            | WAMSLER SE SALGÓTARJÁN     | 71  | 96  |
| 7       | 2008.11.08 | WAMSLER SE SALGÓTARJÁN     | EKF HÉSZ GÉPSZOLG SE, EGER | 93  | 73  |
| 8       | 2008.11.14 | SZOLNOKI OLAJ KK/B         | WAMSLER SE SALGÓTARJÁN     | 102 | 91  |
| 9       | 2008.11.23 | NAGYKÁLLÓ KE               | WAMSLER SE SALGÓTARJÁN     | 76  | 103 |
| 10      | 2008.12.05 | WAMSLER SE SALGÓTARJÁN     | UNIVER KECSKEMÉT/B         | 102 | 94  |
| 11      | 2008.12.13 | WAMSLER SE SALGÓTARJÁN     | DEKE/II                    | 97  | 79  |
| 12      | 2008.12.19 | JÁSZBERÉNY KSE             | WAMSLER SE SALGÓTARJÁN     | 96  | 89  |
| 13      | 2009.01.10 | WAMSLER SE SALGÓTARJÁN     | SZTE SZEDEÁK/II.           | 94  | 92  |
| 14      | 2009.01.16 | TISZAÚJVÁROSI PHOENIX KC   | WAMSLER SE SALGÓTARJÁN     | 79  | 107 |
| 15      | 2009.01.24 | WAMSLER SE SALGÓTARJÁN     | BAJAI BÁCSKA FKK           | 80  | 68  |
| 16      | 2009.02.01 | MAFC ÚJBUDA TC             | WAMSLER SE SALGÓTARJÁN     | 77  | 106 |
| 17      | 2009.02.15 | WAMSLER SE SALGÓTARJÁN     | ÓBUDAI KASZÁSOK            | 90  | 70  |
| 19      | 2009.02.21 | EKF HÉSZ GÉPSZOLG SE, EGER | WAMSLER SE SALGÓTARJÁN     | 86  | 89  |
| 20      | 2009.02.28 | WAMSLER SE SALGÓTARJÁN     | SZOLNOKI OLAJ KK/B         | 76  | 82  |
| 21      | 2009.03.07 | WAMSLER SE SALGÓTARJÁN     | NAGYKÁLLÓ KE               | 101 | 58  |
| 22      | 2009.03.15 | UNIVER KECSKEMÉT/B         | WAMSLER SE SALGÓTARJÁN     | 108 | 118 |
| 22      | 2009.03.22 | DEKE/II                    | WAMSLER SE SALGÓTARJÁN     | 90  | 103 |

- 2 FORDULÓS RÁJÁTSZÁS ALSÓRÉSZ

| Forduló | Dátum      | Hazai                  | Vendég                 |     |    |
| ------- | ---------- | ---------------------- | ---------------------- | --- | -- |
| 1/A     | 2009.04.03 | B-BETON BONYHÁD        | WAMSLER SE SALGÓTARJÁN | 91  | 84 |
| 1/B     | 2009.04.11 | WAMSLER SE SALGÓTARJÁN | B-BETON BONYHÁD        | 90  | 74 |
| 2/A     | 2009.04.24 | VESZPRÉMI EGYETEM      | WAMSLER SE SALGÓTARJÁN | 89  | 86 |
| 2/B     | 2009.05.02 | WAMSLER SE SALGÓTARJÁN | VESZPRÉMI EGYETEM      | 105 | 93 |

- RÁJÁTSZÁS DÖNTŐ

| Forduló | Dátum      | Hazai                  | Vendég                 |    |    |
| ------- | ---------- | ---------------------- | ---------------------- | -- | -- |
| 1       | 2009.05.09 | WAMSLER SE SALGÓTARJÁN | SMAFC-NYME             | 98 | 86 |
| 2       | 2009.05.15 | SMAFC-NYME             | WAMSLER SE SALGÓTARJÁN | 91 | 82 |
| 3       | 2009.05.15 | WAMSLER SE SALGÓTARJÁN | SMAFC-NYME             | 61 | 77 |